# Carex subbracteata
Carex subbracteata är en halvgräsart som beskrevs av Kenneth Kent Mackenzie. Carex subbracteata ingår i släktet starrar, och familjen halvgräs. Inga underarter finns listade i Catalogue of Life.